# Дієго Арройо
Дієго Хуніор Арройо Мальдонадо (ісп. Diego Júnior Arroyo Maldonado; нар. 29 квітня 2005, Болівія) — болівійський футболіст, центральний захисник донецького «Шахтаря».

## Клубна кар'єра
На юнацькому рівні виступав за болівійські «Таучі» та «Болівар», а також бразильський «Баїя». На професійному рівні дебютував за «Болівар» 26 вересня 2024 року в поєдинку 16-го туру Клаусури болівійського Прімера Дивізіону проти «Індпендьєнте Петролеро». Дієго вийшов на поле на 72-й хвилині замість Ервіна Ваки.
7 лютого 2025 року підписав 5-річний контракт з «Шахтарем». За даними інтернет-порталу Transfermarkt сума відступних склала 950 000 євро.

## Кар'єра в збірній
У 2025 році Арройо у складі молодіжної збірної Болівії взяв участь у молодіжному чемпіонаті Південної Америки у Венесуелі. На турнірі зіграв у матчах проти Еквадору, Бразилії, Аргентини та Колумбії.

## Досягнення
«Болівар»
- Прімера Дивізіон Болівії
  -  Чемпіон (1): 2024

«Шахтар» (Донецьк)
- Кубок України
  -  Володар (1): 2024/25